# 滋賀県立草津養護学校
滋賀県立草津養護学校（しがけんりつ くさつようごがっこう）は、滋賀県草津市に所在する知的障害および肢体不自由を有する児童生徒を対象とした特別支援学校。1991年に開校。「びわこ学園医療福祉センター草津」に隣接している。

## 概要
本校には、小学部・中学部・高等部に加え、びわこ学園部が設置されている。びわこ学園部は、「びわこ学園医療福祉センター草津」の病棟に併設されている。当該センターには看護師が常駐しており、24時間体制での医療的ケアを有する児童生徒を対象としている。本校では、通学支援として、スクールバスを11台運行している。

## 通学区域
- 大津市南部（滋賀県立北大津養護学校の通学区域を除く）[2]
- 草津市全域

## 児童・生徒数
- 小学部：166名
- 中学部：114名
- 高等部：145名
- 計：425名[3]

## 歴代校長一覧
| 代数   | 氏名        | 就任年月日 |
| ------ | ----------- | ---------- |
| 初代   | 谷 敏之     | 1991年4月  |
| 第2代  | 松山 武     | 1996年4月  |
| 第3代  | 岡田 裕正   | 1999年4月  |
| 第4代  | 西村 弘幸   | 2001年4月  |
| 第5代  | 饗場 鎮郎   | 2002年4月  |
| 第6代  | 藤沢 正幸   | 2004年4月  |
| 第7代  | 奥田 寿美子 | 2008年4月  |
| 第8代  | 冨永 善隆   | 2011年4月  |
| 第9代  | 木下 康幸   | 2013年4月  |
| 第10代 | 小泉 浩三   | 2014年4月  |
| 第11代 | 橋本 章二   | 2015年4月  |
| 第12代 | 安藤 清代   | 2017年4月  |
| 第13代 | 武田 英明   | 2019年4月  |
| 第14代 | 井尻 正志   | 2020年4月  |
| 第15代 | 稲葉 芳子   | 2022年4月  |
| 第16代 | 左谷 光夫   | 2025年4月  |

## 所在地
〒525-0072　滋賀県草津市笠山八丁目3-111

## アクセス
- 名神高速道路「草津田上インターチェンジ」より車で約5分